# Cinelli (azienda)
La Cinelli è un'azienda italiana produttrice di bici da corsa fondata nel 1947 da Cino Cinelli.

## Storia

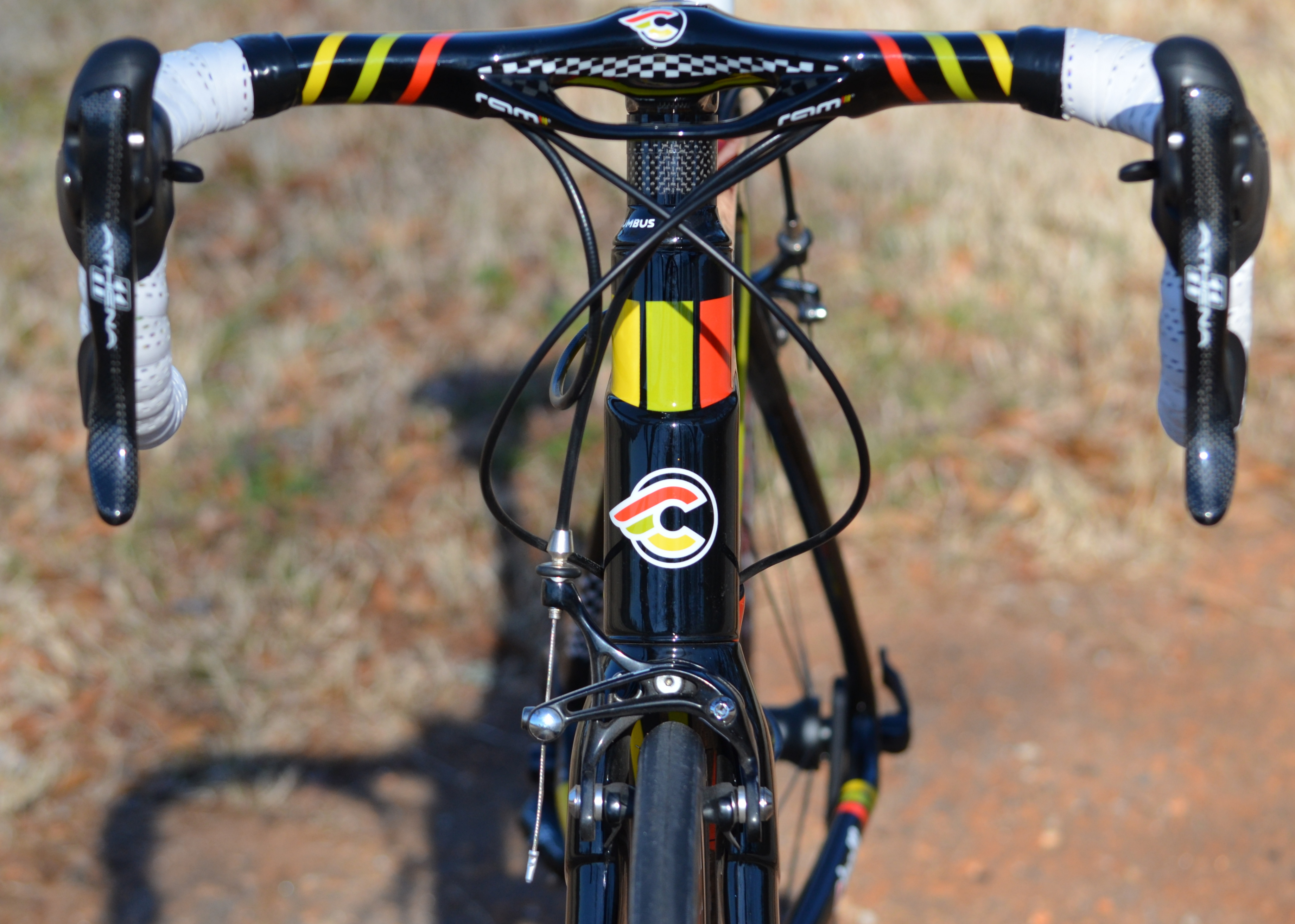
Una bici Cinelli

Cinelli è stata fondata nel 1948 da Cino Cinelli (1916-2001), ex ciclista professionista su strada e presidente dell'Associazione Ciclisti Italiani. Fu ciclista professionista dal 1937 al 1944, vincendo la Milano-Sanremo nel 1943, il Giro di Lombardia nel 1938 e il Tour of the Appennino nel 1937. 
Cinelli era il settimo di 10 figli di un piccolo proprietario terriero vicino a Firenze. Si interessò alla tecnologia delle biciclette dopo guasti meccanici nelle gare. Il mancato interesse dei produttori per le sue idee nel 1946 lo portò a creare una propria azienda. Suo fratello Giotto stava realizzando steli e bar in acciaio a Firenze e Cinelli trasferì l'attività a Milano, centro dell'industria ciclistica italiana. Ha realizzato steli, barre e telai ma dipendeva dalla vendita all'ingrosso per altre aziende. Con il suo ritiro, i beni di Cinelli erano la metà dell'attività. Steli e barre erano l'80% delle vendite di Cinelli.
Cinelli si trasferì alla produzione di leghe nel 1963, più tardi rispetto ad altri produttori. La produzione annuale di steli e barre di lega è aumentata da 5.000 negli anni '50, a 7.500 nei primi anni '60. Nel 1978 la cifra era di 150.000. Nel 1974, progettò una moto aerodinamica su cui Ole Ritter ha battuto il suo record di ore. Il prodotto di base era il modello stradale Speciale Corsa realizzato nel 1947. La Speciale Corsa divenne anche nota come la "Super Corsa" dopo che un fornitore inviò decalcomanie che erroneamente dicevano "Super Corsa" invece di "Speciale Corsa". 
Nel 1978 Cino cedette la sua attività all'industriale Antonio Colombo (presidente della Columbus).
Nel 1985 Cinelli ha introdotto il Rampichino, la prima mountain bike prodotta in Europa.
Cinelli ha fatto un accordo con MashSF, con sede a San Francisco, per creare i telai "Cinelli MASH", che sono ampiamente utilizzati nella cultura degli ingranaggi fissi. Nel 1997 Cinelli è diventata divisione del Gruppo Columbus.
Nel 2021 Antonio Colombo cedette l'azienda a Victor Luis.

## Marchio

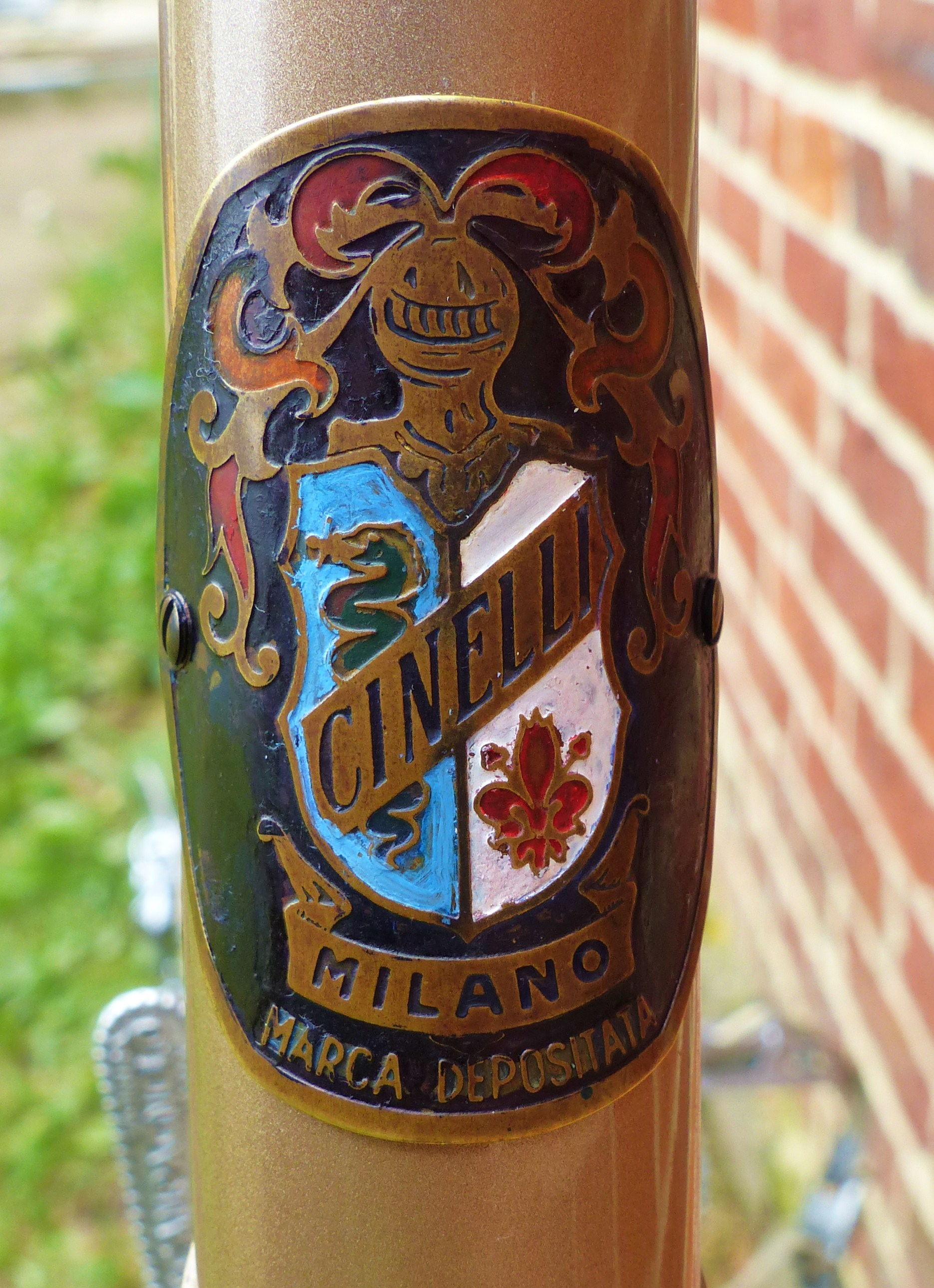
Marchio storico Cinelli (1947-1979)

Il badge Cinelli era originariamente cloisonne (vetro sparato su ottone) e alto 55 mm. Poco dopo (nel 1953) fu dipinto a mano con smalto e alto 56 mm. Nel 1958 circa fu ridotto in altezza a 51 mm. Nel 1978 divenne una decalcomania. Il disegno presentava un elmo da cavaliere, ispirato a un cimelio di famiglia, con un giglio rosso - simbolo di Firenze - e un serpente verde, simbolo di Milano.

## Prodotti innovativi
- Binda toe-straps (acquisita da Cinelli - 1958)
- Corona di forcella inclinata integrale (1950?)
- Sella Unicanitor (1962 - dall'acquisizione di Unica) - La prima sella in plastica
- Hub bivalente (1960?) - Dopo la rimozione la ruota libera rimane attaccata al telaio; le ruote anteriori e posteriori sono quindi intercambiabili
- M71 Pedal (1971) - Il primo pedale a sganciamento rapido (rif. 1971 Catalogo Cinelli)
- Stelo Cinelli Model 1R con bullone a morsetto nascosto (1971, rif Catalogo M71, sopra)
- Laser (1980) - Modello di ricerca su pista e cronometro che ha aperto la strada alla saldatura TiG nei telai delle biciclette
- Rampichino (1985) - La prima mountain bike in Italia
- Nastro di sughero (Cork Ribbon) (1987) - Nastro del manubrio